# Lillsjön (Skellefteå socken, Västerbotten)
Lillsjön är en sjö i Skellefteå kommun i Västerbotten och ingår i Kågeälvens huvudavrinningsområde. Sjön har en area på 0,186 kvadratkilometer och ligger 153 meter över havet.

## Delavrinningsområde
Lillsjön ingår i det delavrinningsområde (721987-172384) som SMHI kallar för Mynnar i Kågeälven. Medelhöjden är 203 meter över havet och ytan är 12,55 kvadratkilometer. Det finns inga avrinningsområden uppströms utan avrinningsområdet är högsta punkten. Vattendraget som avvattnar avrinningsområdet har biflödesordning 2, vilket innebär att vattnet flödar genom totalt 2 vattendrag innan det når havet efter 43 kilometer. Avrinningsområdet består mestadels av skog (88 procent). Avrinningsområdet har 0,19 kvadratkilometer vattenytor vilket ger det en sjöprocent på 1,5 procent.